# Nationale Automobil-Gesellschaft
Die Neue Automobil-Gesellschaft AG, auch N.A.G. oder NAG genannt und 1915 in Nationale Automobil-Gesellschaft umfirmiert, war im ersten Drittel des 20. Jahrhunderts ein großer Automobil- und Nutzfahrzeug-Produzent in Berlin-Oberschöneweide, Ostendstraße 1–6. Nach wirtschaftlichen Schwierigkeiten fusionierte die NAG zum 1. Januar 1931 mit Büssing zur Büssing-NAG Vereinigte Nutzkraftwagenwerke AG.

## Unternehmensgeschichte
In den Jahren um 1900 begann sich der AEG-Gründer Emil Rathenau für den Automobilbau und speziell für den sogenannten Klingenberg-Wagen zu interessieren, der ab 1900 von der Allgemeinen Automobil-Gesellschaft Berlin (AAG) als eine Konstruktion von Georg Klingenberg (TH Charlottenburg) gebaut wurde. Die AAG war 1899 entstanden und fungierte als Vertriebsgesellschaft für die Elektromobile der Elektrizitäts-Aktiengesellschaft, vormals Schuckert & Co. in Nürnberg.

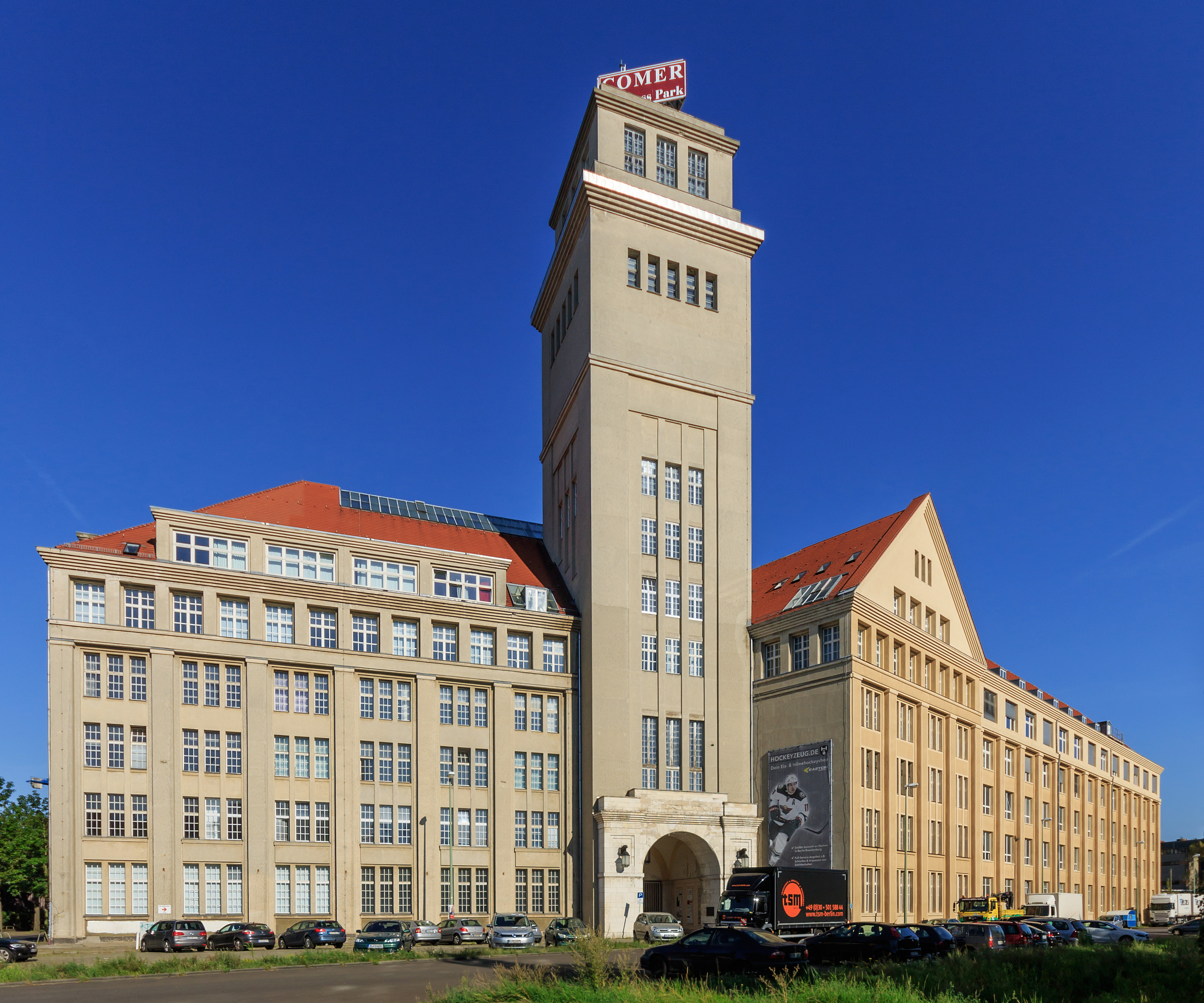
Der von 1915 bis 1917 errichtete Behrensbau in Berlin-Oberschöneweide steht seit den 1980er Jahren unter Denkmalschutz

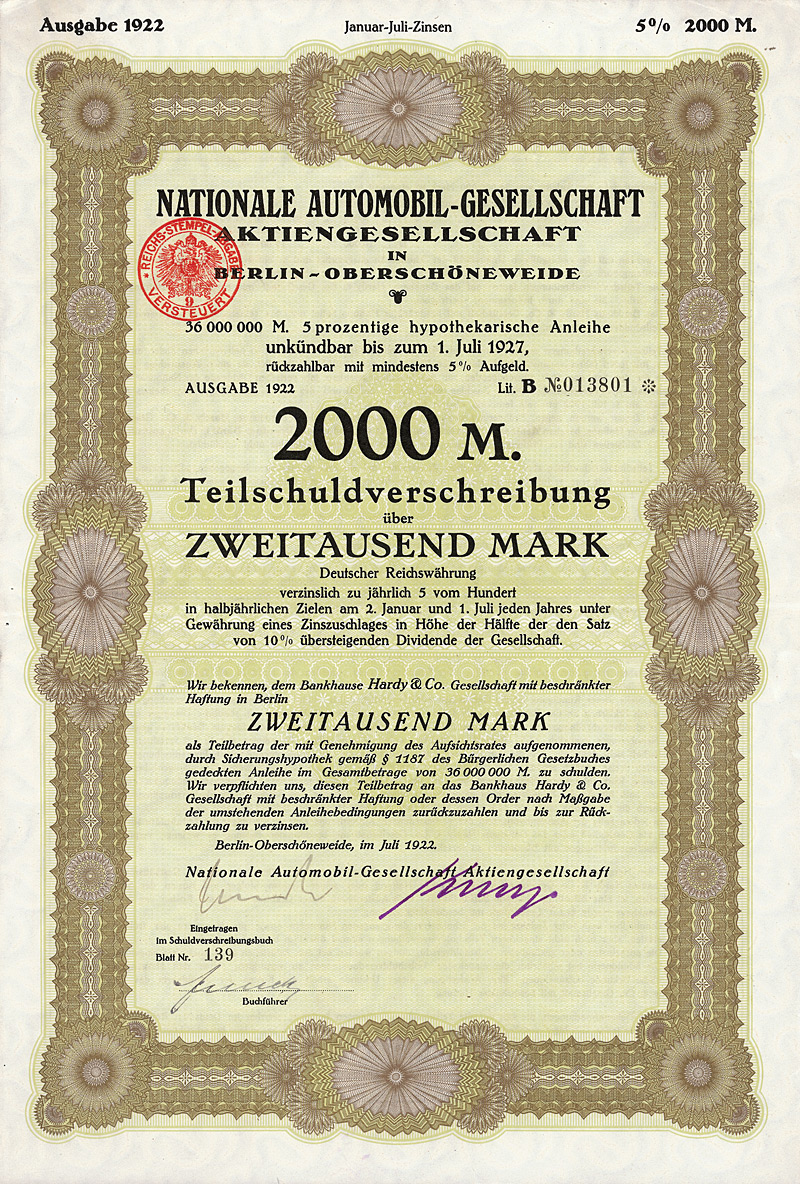
Teilschuldverschreibung über 2000 Mark der Nationalen Automobil-Gesellschaft AG vom Juli 1922

Aufgrund des eigenen Automobilbaus konnte Emil Rathenau mit seinem Sohn, dem AEG-Direktor Walther Rathenau, im Jahr 1901 in der mechanischen Werkstatt des AEG-Kabelwerkes Oberspree (KWO) unter dem Namen Neue Automobil-Gesellschaft AG (N.A.G.) ein neues Unternehmen schaffen. Die Allgemeine Automobil-Gesellschaft Berlin (A.A.G.) wurde 1901 von der AEG übernommen und im Dezember 1901 auch als N.A.G. ins Handelsregister eingetragen. Im Jahr 1902 übernahm Kühlstein-Wagenbau (Stadt Charlottenburg) mit deren technischem Direktor Joseph Vollmer die Automobilabteilung.
Eine kritische Stimme über den 63-jährigen Emil Rathenau verlautete damals:

„Rathenau ist auch nicht mehr der alte. Die Klarheit beginnt ihm zu entschwinden. Er schwärmt für das Auto und seine Zukunft, sieht alle Straßen mit Autos bedeckt und die Pferde von den Lastwagen und Pflügen abgespannt. Kurz, er ist konfus geworden.“

In der damaligen Landgemeinde Oberschöneweide wurde 1915–1917 nach Plänen von Peter Behrens in der Ostendstraße 1–4 ein Fabrikgebäude für die N.A.G. gebaut. Der Behrensbau steht seit den 1980er Jahren unter Denkmalschutz.
In die N.A.G. wurden die Produktionsmaschinen und die 600 Facharbeiter von den gerade eben gekauften Berliner Unternehmen A.A.G. und Kühlstein-Werke eingebracht. Carl Grossi wurde Direktor, ab 1914 Heinz Junk für die 1200 Beschäftigten. Es entstanden Motoren, Luxus- und Lieferwagen und ab 1903 auch Lastkraftwagen (Lkw) sowie Omnibusse. Die Pläne erstellten Georg Klingenberg und Joseph Vollmer. Aus Kostengründen wurde die N.A.G. mit der AEG im Jahr 1908 verschmolzen, aber die einzelnen Namen blieben bestehen. Aus Patriotismus wurde die Firma 1915 von Neue Automobil-Gesellschaft AG in Nationale Automobil-Gesellschaft AG umbenannt. Im gleichen Jahr gründete sich die Nationale Automobil-Gesellschaft AG als Vertriebsgesellschaft für die eigenen Nutzfahrzeuge.
Der Ingenieur Sigmund Meyer gründete gemeinsam mit Brennabor, Hansa-Lloyd und Hansa im Jahr 1919 das Kartell Gemeinschaft Deutscher Automobilfabriken (GDA), zu der später noch Helios und die Hannoversche Waggonfabrik (Hawa) stießen. Eine gewisse Typenabstimmung der Hersteller erfolgte bis zum Anfang der 1920er Jahre, die als Verkaufsgesellschaft gegründete GDA wurde jedoch 1929 wieder aufgelöst.
Im Jahr 1926 vergab die N.A.G Lizenzen zum Nachbau von Nutzfahrzeugen nach Ungarn, trotzdem traten bei der AEG-Tochter N.A.G. erstmals wirtschaftliche Schwierigkeiten auf. Mitte 1927 übernahm N.A.G. die Marke Protos, die Automobilabteilung der Siemens-Schuckert-Werke und verwendete den Markennamen NAG-Protos für Modelle auf Protos-Basis. Wenig später verleibte sich die Firmenleitung Presto ein, die kurz vorher Dux übernommen hatten. Der Markenname der auf den Presto-Fahrzeugen basierenden Modelle lautete NAG-Presto.
1930 hatte N.A.G. den Prozess für den Sattelschlepperbau verloren. Obwohl die N.A.G bei den großen Lkw-Typen in den Stückzahlen direkt hinter Daimler-Benz stand, konnte die Nutzfahrzeug-Fabrik nicht gewinnbringend arbeiten. Der verlorene Prozess und die Unternehmens-Aufkäufe von Dux-Presto, Protos, hatten im Ergebnis keinen Gewinn mehr verbuchen können. Im Nutzfahrzeugbereich kam es durch den Vertrag vom 11. Oktober 1930 am 1. Januar 1931 zur Gründung der Büssing-NAG, Vereinigte Nutzkraftwagen AG mit Sitz in Braunschweig. Der Lkw-Bau in Berlin-Oberschöneweide wurde 1931 eingestellt und dort nur noch Pkw gebaut. Noch Ende 1932 übernahm die Büssing AG die komplette Abteilung der AEG-Nutzfahrzeug-Tochter NAG; diese bestand im Unternehmensnamen als Büssing-NAG noch bis 1949 weiter. Die Dux-Presto-Werke wurden 1934 an die Auto Union AG verkauft. Das N.A.G.-Hauptgebäude (Behrensbau) aus dem Jahr 1915 war in der NS-Zeit Büssing-NAG-Zweigwerk; zusätzlich produzierte dort die AEG bzw. deren Tochterfirma Telefunken unter dem Namen Röhrenfabrik Oberspree (RFO) spezielle Elektronenröhren. Nach 1945 wurden die Eigentümer enteignet und die Produktionsstätte geriet zunächst unter die Verantwortung der Sowjetischen Besatzungsmacht, die es 1952 an die DDR zurückgab. In den Räumen entstanden nun Produkte der Fernmeldetechnik. Der Betriebsname änderte sich 1955 in Werk für Fernmeldetechnik (später Werk für Fernsehelektronik).

## Pkw-Produktion

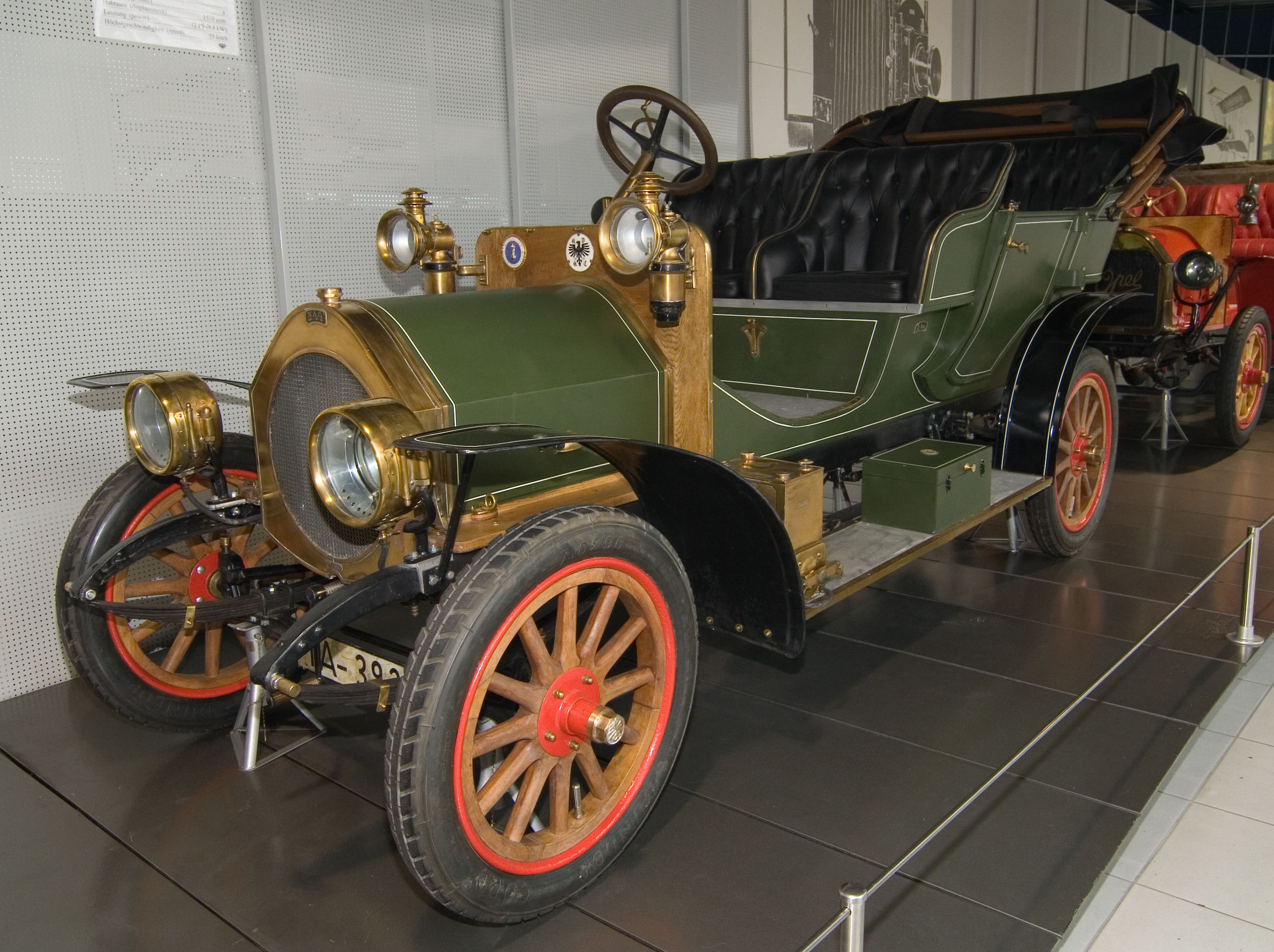
NAG (1908)

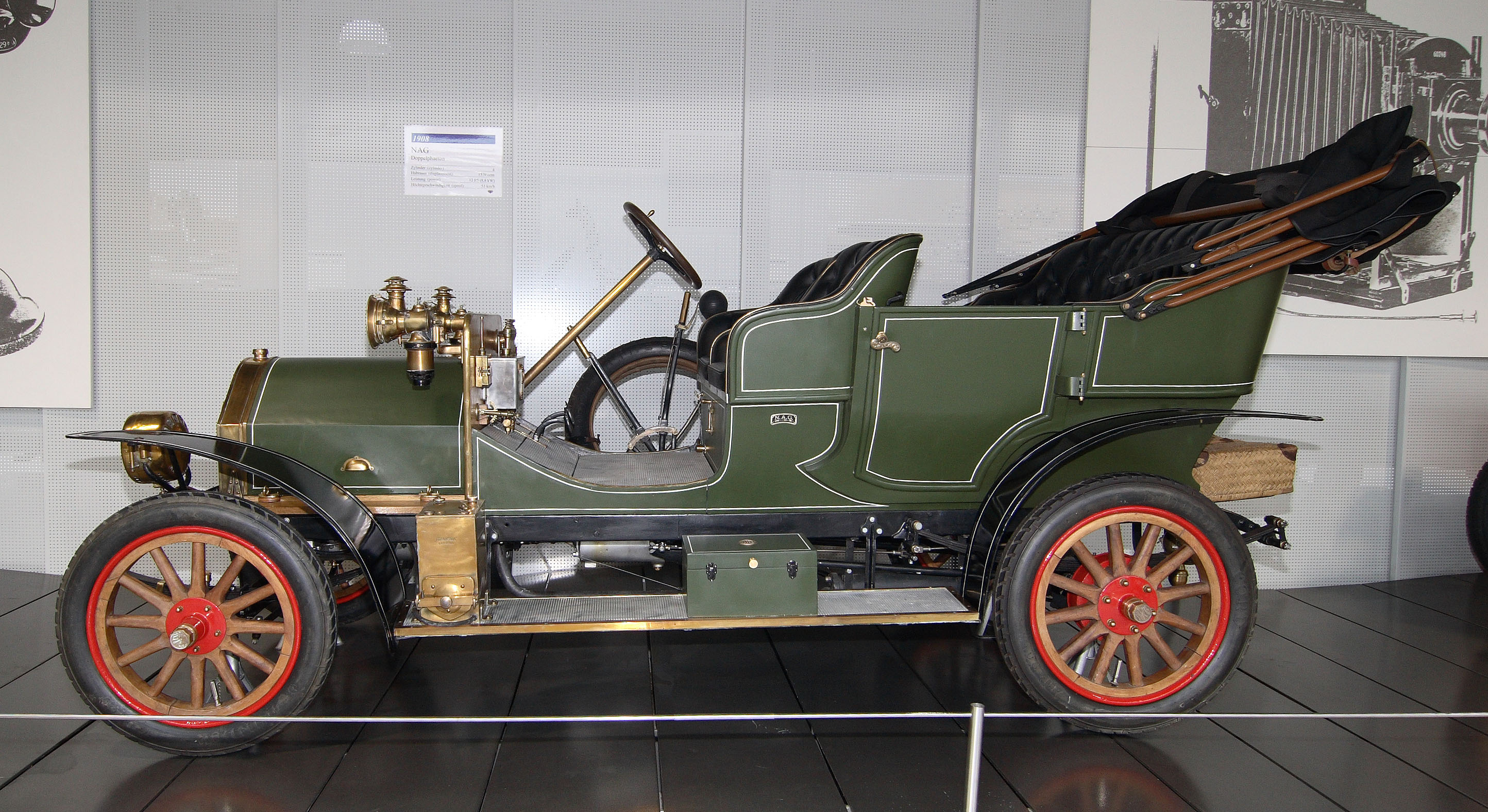
NAG (1908)

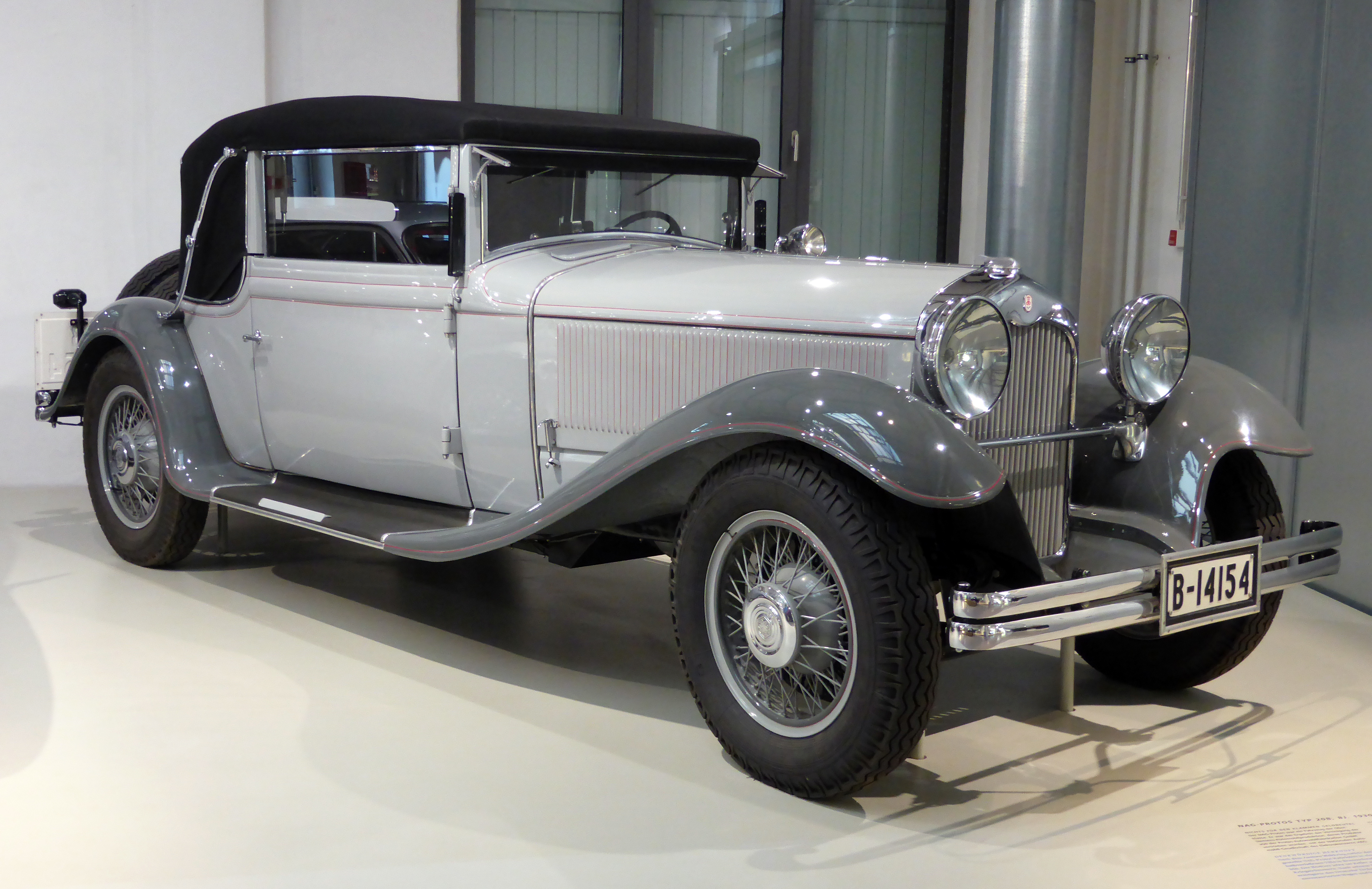
NAG-Protos, Typ 208 (1930)

Im Jahr 1902 begann unter dem technischen Direktor Joseph Vollmer die Herstellung des Pkw Typ A mit Zweizylindermotor, 10 PS Leistung und Kardanantrieb sowie der Typ B mit Vierzylindermotor, 20 PS und Kettenantrieb, die bereits mit den für N.A.G.-typischen Rundkühlern ausgestattet waren. Im Oktober 1903 siegte N.A.G.-Direktor Carl Gossi auf einem Zweizylinder-Wagen bei einem Rennen auf der Berliner Trabrennbahn Westend vor Direktor Maurer auf einem Wagen der Maurer-Union.
Bald entstanden bei N.A.G. auch Taxis (Kraftdroschken) für die A.B.G., die Automobil-Betriebs-Gesellschaft mbH, eine AEG-Gründung, die etwa 250 Taxis in Berlin in Betrieb hatte.
Im Jahr 1905 kam ein 40 PS leistender Vierzylinder-Wagen mit Kettenantrieb hinzu. 1907 stellte N.A.G. die ersten Elektromobile vor, die hauptsächlich als Taxis Verwendung fanden. In der AEG-eigenen Automobil-Betriebs-AG fuhren Anfang 1914 in Berlin 189 Elektrodroschken, neben 100 weiteren in anderen Betrieben.
1908 erschienen die Modelle K6 und K8, leistungsgesteigerte Vierzylinder-Modelle und der kleine K2 Puck mit 1570 cm³ Hubraum. In dieser Zeit wurden auch die N.A.G.-Doppeldecker-Omnibusse mit Kardanantrieb an die Allgemeine Berliner Omnibus AG (ABOAG) und die Große Berliner Motor-Omnibus Gesellschaft geliefert.

Werbung für den Darling (1910)

Bis zum Ersten Weltkrieg hatte N.A.G. eine umfangreiche Modellpalette auf den Markt gebracht, wie den K 2 Darling, der den Puck ablöste. Neue Modelle waren der K3 und K5 mit Blockmotoren und 2071 cm³ bzw. 3370 cm³ Hubraum und 8/22 PS bzw. 13/35 PS Leistung. Zu nennen sind auch die Modelle K4 mit 10/30 PS, der K6 mit 20/55 PS und 8 Liter Hubraum und das Spitzenmodell K8 mit 9 Liter Hubraum und 33/75 PS. Es gab mit diesen Wagen auch einige sportliche Erfolge.
Die Typenbereinigung bei N.A.G. führte dazu, dass 1921 nur noch der neue C4 angeboten wurde, ein Vierzylinder mit 2536 cm³ und 10/30 PS. Konstrukteur dieses Wagens war Christian Riecken, vorher bei Métallurgique und Minerva beschäftigt. Riecken fuhr einen leistungsgesteigerten C 4 b beim ersten AVUS-Rennen 1921, das damals noch Grunewald-Rennen hieß, zum Klassensieg mit einer Durchschnittsgeschwindigkeit von 130 km/h. 1922 war ein dreifacher Klassensieg für N.A.G. zu verzeichnen.
Am 14./15. Juni 1924 setzten Riecken und Berthold einen C4b beim Grand Prix für Tourenwagen, einem 24-Stunden-Rennen in Monza ein. In 24 Stunden wurde die Distanz von 2583 km zurückgelegt, was einer Durchschnittsgeschwindigkeit von 107,5 km/h entspricht. Das bedeutete den Sieg, und der C4b erhielt die Bezeichnung Monza.
Beim Großen Preis von Deutschland auf der AVUS im Jahr 1926 errang Riecken seinen größten Erfolg, als er mit einem C4m den zweiten Platz im Gesamtklassement nach Rudolf Caracciola auf dem Achtzylinder-Mercedes belegen konnte. Später gab es noch einige Erfolge mit N.A.G.-Rennfahrzeugen in privater Hand, die großen Siege waren aber vorbei.
Riecken konstruierte noch die Modelle D4 und D6, bevor er N.A.G. verließ. Es waren Vier- bzw. Sechszylinder-Modelle mit 2,6 bzw. 3,1 Liter Hubraum, einer Leistung von 40 und 63 PS und moderne Konstruktionen mit hängenden Ventilen im abnehmbaren Zylinderkopf.
Ende 1927 erschienen zwei neue Sechszylindermodelle 201 und 204 aus der Feder des neuen Konstrukteurs Lienhardt, um der Konkurrenz aus Amerika zu begegnen. Diese Wagen mit Motoren von 3075 cm³ und 60 PS sowie 3594 cm³ und 70 PS verfügten über den N.A.G.-Kupplungsautomaten. Die Fachpresse schrieb damals über diesen Kupplungsautomaten von „epochaler Bedeutung“ und vom „Ei des Kolumbus“. Es folgte das Modell 207 mit 3963 cm³ Hubraum und, sonst identisch, aber mit kürzerem Radstand, das Modell 208.
1931 wurde auf der Berliner Ausstellung das Modell 218, der erste deutsche Serienwagen mit V8-Motor präsentiert, allerdings ohne großen geschäftlichen Erfolg. Im gleichen Jahr folgte das Modell 212, das V8-Modell mit Frontantrieb, Zentralrohrrahmen und Einzelradaufhängung. Dieses ging jedoch nicht in Serie.
1933 kam der N.A.G.-Voran mit gebläsegekühltem 1,5-Liter-Boxermotor, Einzelradaufhängung und selbsttragender Karosserie, allerdings wohl viel zu spät, auf den Markt. Der Preis lag 1934 bei 3300 Reichsmark (RM) und damit 50 RM über dem Opel 1,3 Liter und dem 1,7-Liter-Sechszylinder-Hansa. Im Jahr 1933 wurden 164, ein Jahr später etwa 250 Wagen dieses Typs verkauft. Für einen Fortbestand des Unternehmens waren diese Zahlen jedoch zu gering, so dass die N.A.G. pleiteging. Im Jahr 1935 war N.A.G. als Automobilsparte der AEG nur noch Geschichte.

## Pkw-Modellübersicht 1904–1934
| Typ                           | Bauzeitraum | Zylinder | Hubraum  | Leistung            | Höchstgeschwindigkeit (vmax) |
| ----------------------------- | ----------- | -------- | -------- | ------------------- | ---------------------------- |
| Typ B (20/24 PS)              | 1904/1905   | 4 Reihe  | 5193 cm³ | 24 PS (17,6 kW)     | 65 km/h                      |
| Typ B2 (29/55 PS)             | 1905–1908   | 4 Reihe  | 7963 cm³ | 55 PS (40 kW)       | 90 km/h                      |
| Typ AC4 (10/18 PS)            | 1907–1909   | 4 Reihe  | 2799 cm³ | 18 PS (13,2 kW)     | 55 km/h                      |
| Typ N2 Puck (6/12 PS)         | 1908–1911   | 4 Reihe  | 1502 cm³ | 12 PS (8,8 kW)      | 55 km/h                      |
| Typ K2 Darling (6/18 PS)      | 1911–1914   | 4 Reihe  | 1466 cm³ | 18 PS (13,2 kW)     | 65 km/h                      |
| Typ K3 (8/22 PS)              | 1912–1914   | 4 Reihe  | 2085 cm³ | 22 PS (16,2 kW)     | 70 km/h                      |
| Typ K5 (13/55 PS)             | 1912–1914   | 4 Reihe  | 3308 cm³ | 55 PS (40 kW)       | 90 km/h                      |
| Typ K8 (33/75 PS)             | 1912–1914   | 4 Reihe  | 8495 cm³ | 75 PS (55 kW)       | 110 km/h                     |
| Typ K4 (10/30 PS)             | 1914–1919   | 4 Reihe  | 2597 cm³ | 30 PS (22 kW)       | 75 km/h                      |
| Typ C4 (10/30 PS)             | 1920–1924   | 4 Reihe  | 2553 cm³ | 30 PS (22 kW)       | 75 km/h                      |
| Typ C4b (10/40 PS / 10/45 PS) | 1922–1924   | 4 Reihe  | 2553 cm³ | 40–45 PS (29–33 kW) | 100 km/h                     |
| Typ D4 (10/45 PS)             | 1924–1927   | 4 Reihe  | 2598 cm³ | 45 PS (33 kW)       | 90 km/h                      |
| Typ C4m (10/50 PS)            | 1925/1926   | 4 Reihe  | 2614 cm³ | 50 PS (37 kW)       | 120 km/h                     |
| Typ D6 (12/60 PS)             | 1926–1928   | 6 Reihe  | 3075 cm³ | 60 PS (44 kW)       | 90 km/h                      |
| Typ D7 (14/70 PS)             | 1927/1928   | 6 Reihe  | 3594 cm³ | 70 PS (51 kW)       | 90 km/h                      |
| Typ 201 (12/60 PS)            | 1928–1930   | 6 Reihe  | 3075 cm³ | 60 PS (44 kW)       | 95 km/h                      |
| Typ 204 (14/70 PS)            | 1928–1930   | 6 Reihe  | 3594 cm³ | 70 PS (51 kW)       | 95 km/h                      |
| Typ 207 (16/80 PS)            | 1930–1933   | 6 Reihe  | 3963 cm³ | 100 km/h            |                              |
| Typ 208 (16/80 PS)            | 1930–1933   | 6 Reihe  | 3963 cm³ | 80 PS (59 kW)       | 110 km/h                     |
| V8 Typ 218 (18/100 PS)        | 1931–1934   | 8 V      | 4508 cm³ | 100 PS (74 kW)      | 110 km/h                     |
| V8 Typ 219 (18/100 PS)        | 1931–1934   | 8 V      | 4508 cm³ | 100 PS (74 kW)      | 120 km/h                     |
| Voran Typ 220 (6/30 PS)       | 1933/1934   | 4 Boxer  | 1484 cm³ | 30 PS (22 kW)       | 75–85 km/h                   |

## Neuzulassungen von NAG-Pkw im Deutschen Reich von 1933 bis 1938
| Jahr | Zulassungszahlen |
| ---- | ---------------- |
| 1933 | 216              |
| 1934 | 224              |
| 1935 |                  |
| 1936 | 3                |
| 1937 | 1                |
| 1938 |                  |

Quelle:

## Nutzfahrzeug-Produktion

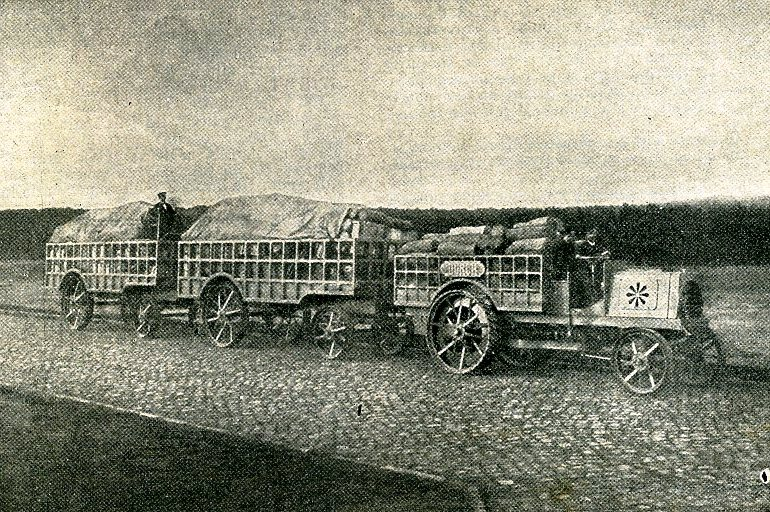
NAG Durch-Lastzug (1903)
(Konstruiert von Kühlstein und Joseph Vollmer)

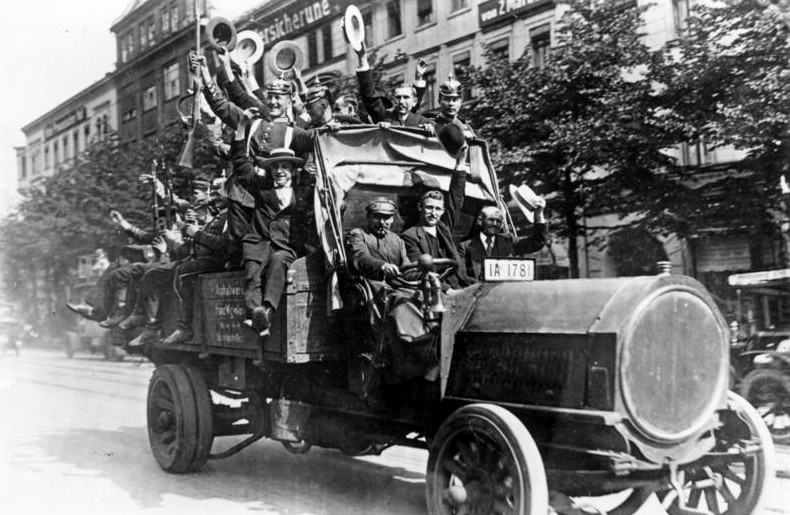
NAG-Lkw 45 PS (1913) in Berlin während der Mobilmachung 1914

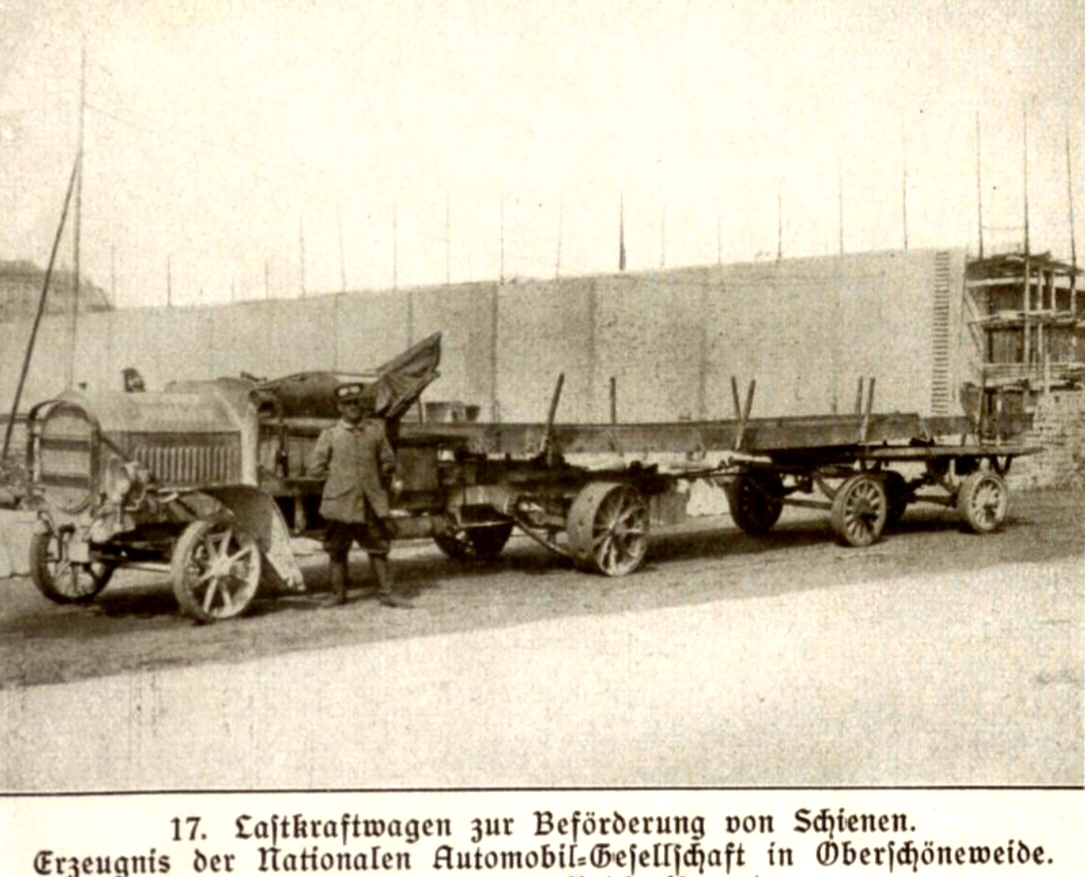
NAG-Lkw um 1916

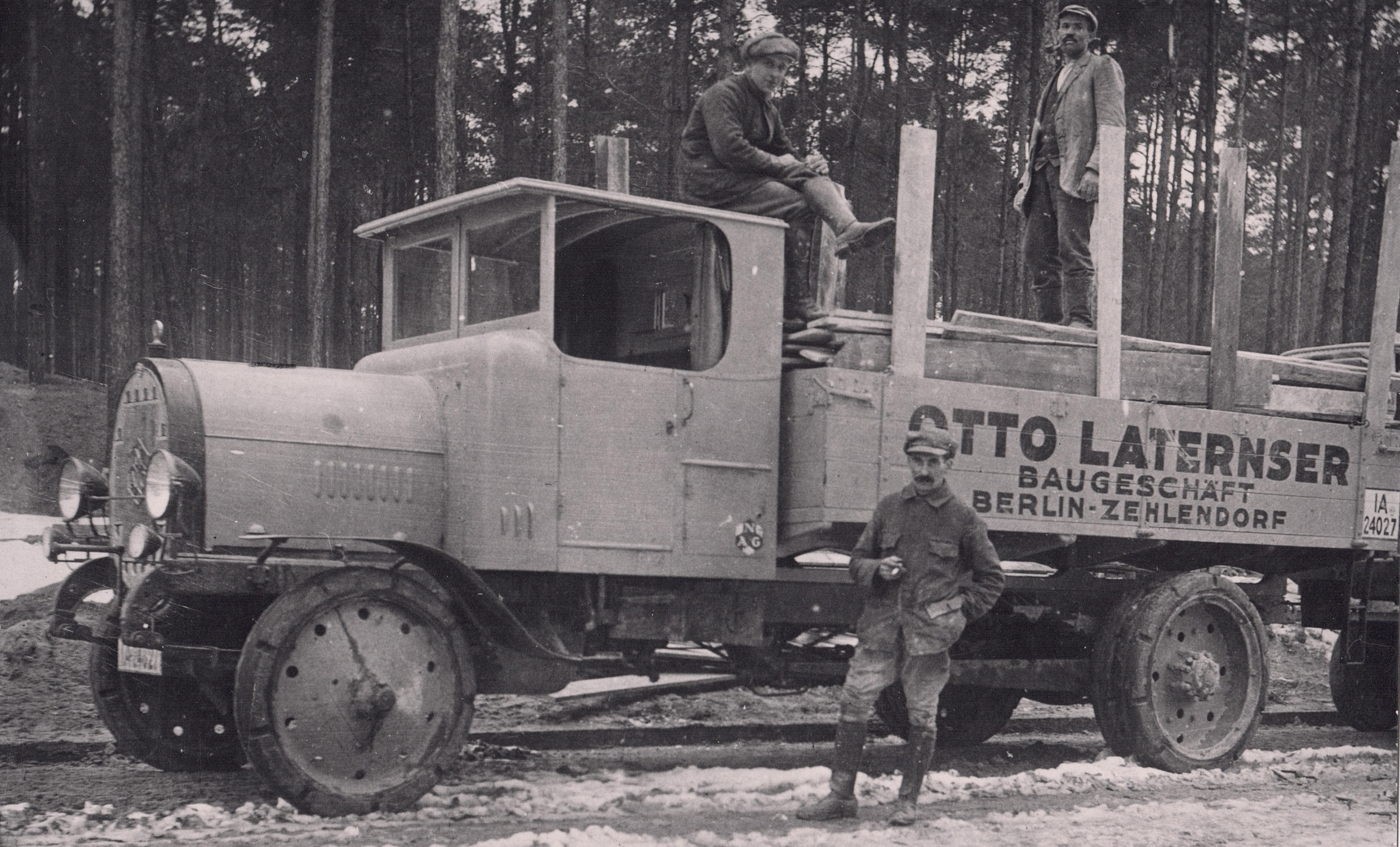
NAG-Lkw des Berliner Baugeschäfts Otto Laternser

Die Automobilfabrik N.A.G. stellte ab 1903 die ersten Lkw und Omnibusse her. Die Pläne für die Lkw hatte Joseph Vollmer entwickelt. Es wurden fast alle Teile, so auch die Räder bzw. Reifen auf damals modernen Maschinen selbst gefertigt. In großen Hallen entstanden auch die ersten Lkw, die mit Zwei- und Vierzylindermotoren bis zu 18 PS ausgestattet waren und vier Typen von 2 t bis 6 t Nutzlast hatten. Ebenfalls im Jahr 1903 baute die N.A.G. eine schwere Frontlenker-Lkw-Zugmaschine mit zwei Anhängern und somit den ersten Lastzug der Welt, entworfen von Josef Vollmer. Dieser Lastzug wurde im Rahmen der Internationalen Automobilausstellung 1903 auf dem Tempelhofer Feld vorgeführt und fand insbesondere beim Militär und bei der Leitung der Kolonialabteilung besondere Beachtung. Die Nutzlast wurde mit 27 Tonnen angegeben. Besonders breite Eisenräder sollten das Einsinken im Sand verhindern, wie es sich zuvor beim Dampflokomobil Martin Luther als problematisch erwiesen hatte.
Ab 1906 entstanden Doppeldecker-Omnibusse mit 26–32 PS, die verstärkt u. a. für das Berliner Omnibusunternehmen ABOAG gebaut wurden und einige Jahre später auch in den Export beispielsweise nach Wien ins damalige Österreich-Ungarn gingen. Im Jahre 1907 wurden Lkw bis zu 45 PS in drei Typen mit 3 und 4 sowie 6 t Nutzlast gebaut, die bis zu 16 km/h erreichen konnten. Sie hatten eine Lederkonuskupplung, Vierganggetriebe, Kardanantrieb und eine Bergstütze. Neben den Lkw-Motoren wurden in größeren Stückzahlen auch Bootsmotoren hergestellt. Elektro-Fahrzeuge wurden nach Patenten des Unternehmens Stoll gebaut. Der Elektro-Lkw-Bau blieb im Zeitraum 1911–1913 jedoch nur eine Episode.
Mehr und mehr wurden kriegswichtige Produkte wie Lastwagen und Zugmaschinen hergestellt, und im Jahr 1912 wurde für die Heeresleitung der 3,5- sowie 5-Tonnen-Lkw in Großserie gebaut. Der Lkw-Typ (B 07 17) mit 3,5 t Nutzlast als Regeldreitonner hatte 32 PS und der 5-Tonnen-Lkw Typ (S 8 5) sowie der Omnibus Typ (FO 8) wurde mit einem 45-PS-Motor ausgestattet. Den Omnibus-Typ gab es auch als Feuerwehrfahrzeug. Des Weiteren wurden sonstiges Rüstungsmaterial und Flugzeugmotoren hergestellt.
Nach dem Ende des Ersten Weltkrieges und dem Auslaufen der Kriegsprodukte kamen ab 1921 neu entwickelte Lkw-Modelle zum Einsatz. Bei beiden seinerzeit gebauten Typen wurden Motor und Getriebe noch getrennt eingebaut und konnten auch schon mit Luftreifen bestellt werden. Der 3-Tonner erhielt einen 40-PS-Motor, und der 5-Tonner erhielt ein Siebengang-Getriebe. Die Fahrzeuge wurden mit Langholz-, Flaschenbier-, Möbel- und Kipper- sowie mit Omnibus-Aufbauten versehen. Typisch war der große ovale N.A.G.-Kühlergrill.
Erst 1922 folgte für den Lkw ein Sechszylindermotor mit 63 PS, der auch in den 32-Personen-Omnibus-Typ eingebaut wurde. 1925 wurden Vier- und Sechszylinder-Motoren als Einheitsmotoren hergestellt. Völlig neu für N.A.G. war eine Sattelzugmaschine mit weit zurückgesetzter Vorderachse und Auflieger für 10 t Nutzlast, der auch Großflächenwagen genannt wurde. Der Aufliegeraufbau von Orenstein & Koppel (O&K) als Omnibus konnte 60 Personen transportieren. Erstmals erhielt das Getriebe eine Knorr-Druckluftschaltung. Das System der Sattelkupplungsmechanik verstieß allerdings gegen das Patent von Thilo Kipping in Pirna, der die Oekonom-Lastzüge als Sattelzüge gebaut und einen aufwändigen Gerichtsprozess ausgelöst hatte. In dem neuen Doppeldecker-Bus konnten bis zu 100 Personen transportiert werden, er besaß eine elektrische Getriebe-Zusatzschaltung. Damals wurden auch Sechsrad-Omnibusse und Lkw mit 10 t Nutzlast gebaut. 1927 bekam der Sechszylinder-Motor 105 PS, 1928 dann 120 PS, die Leistung konnte später auf 160 PS gesteigert werden.
Mit Übernahme der Dux-Presto-Werke im Jahr 1928 wurden auch leichte Lkw-Typen als Schnelllastwagen mit 1½ bis 2½ t (große Lieferwagen) gebaut und konnten auch als Dreiachser mit Schleppachse bestellt werden. Das verstieß gegen die GDA-Bestimmungen, auch dadurch löste sich diese Nutzfahrzeug-Vertriebsgemeinschaft bald auf. Um den Lkw mit einem Dieselmotor zu verkaufen, wurden Deutz-Motoren vor allem in die Schnelllaster eingebaut.
Trotz großer Stückzahlen war auch der Nutzfahrzeugbau nicht mehr profitabel, weswegen 1930 ein Zusammenschluss mit Büssing zum Gemeinschaftsunternehmen Büssing-NAG Vereinigte Nutzkraftwagenwerke AG erfolgte. Im Jahr 1932 wurden die großen Lkw und Omnibusse von N.A.G. noch mit Maybach-V12-Motoren ausgerüstet. Die Produktion des Sattelschlepper-Typs, auch Universalkraftschlepper genannt, musste nun eingestellt werden, weil N.A.G. den Kipping-Prozess verloren hatte. Die Motorenabteilung für die Entwicklung der 4-, 6- und 12-Zylinder-N.A.G.-Motoren wurde 1934 geschlossen.